# Принс-Эдуард (округ, Виргиния)
Округ Принс-Эдуард (англ. Prince Edward County) располагается в США, в штате Виргиния. По состоянию на 2010 год, численность населения составляла 23 368 человек. Получил своё название в честь английского принца Эдуарда, герцога Йоркского.

## География
По данным Бюро переписи США, общая площадь округа равняется 920 км², из которых 910 км² суша и 10 км² или 1,1 % это водоёмы.

### Соседние округа
- Камберленд (Виргиния) — север
- Бакингхем (Виргиния) — северо-запад
- Амилия (Виргиния) — северо-восток
- Аппоматтокс (Виргиния) — запад
- Ноттовей (Виргиния) — восток
- Шарлотт (Виргиния) — юго-запад
- Луненберг (Виргиния) — юго-восток

## Климат
Климат в этой области характеризуется жарким влажным летом и в целом мягкой или прохладной зимой. Согласно системе классификации климата Кёппена, в Принс-Эдуарде влажный субтропический климат, на климатических картах обозначаемый аббревиатурой «Cfa».

## Демография
По данным переписи населения 2000 года в округе проживает 19 720 жителей в составе 6 561 домашних хозяйств и 4 271 семей. Плотность населения составляет 22 человека на км². На территории округа насчитывается 7 527 жилых строений, при плотности застройки 8 строений на км². Расовый состав населения: белые — 62,17 %, афроамериканцы — 35,82 %, коренные американцы (индейцы) — 0,18 %, азиаты — 0,55 %, гавайцы — 0,10 %, представители других рас — 0,23 %, представители двух или более рас — 0,95 %. Испаноязычные и латиноамериканцы составляли 0,94 % населения.
В составе 29,00 % из общего числа домашних хозяйств проживают дети в возрасте до 18 лет, 46,50 % домашних хозяйств представляют собой супружеские пары проживающие вместе, 14,90 % домашних хозяйств представляют собой одиноких женщин без супруга, 34,90 % домашних хозяйств не имеют отношения к семьям, 28,90 % домашних хозяйств состоят из одного человека, 12,30 % домашних хозяйств состоят из престарелых (65 лет и старше), проживающих в одиночестве. Средний размер домашнего хозяйства составляет 2,43 человека, и средний размер семьи 2,99 человека.
Возрастной состав округа: 20,20 % моложе 18 лет, 23,50 % от 18 до 24, 22,50 % от 25 до 44, 19,60 % от 45 до 64 и 14,20 % от 65 и старше. Средний возраст жителя округа 32 лет. На каждые 100 женщин приходится 95,70 мужчин. На каждые 100 женщин старше 18 лет приходится 93,20 мужчин.
Средний доход на домохозяйство в округе составлял 31 301 USD, на семью — 38 509 USD. Среднестатистический заработок мужчины был 29 487 USD против 21 659 USD для женщины. Доход на душу населения составлял 14 510 USD. Около 14,6 % семей и 18,9 % общего населения находились ниже черты бедности, в том числе — 24,40 % молодежи (тех кому ещё не исполнилось 18 лет) и 15,90 % тех кому было уже больше 65 лет.